# Ракетные катера типа «Раума»
Ракетные катера типа «Раума» (фин. Rauma-luokan ohjusvene) — ракетные катера, состоящие на вооружении ВМС Финляндии. Пришли на смену классу «Хельсинки», являются предшественниками катеров класса «Хамина».

## Состоящие на вооружении
FNS Rauma
Регистрационный номер: 70
Производитель: Hollming
Начало строительства: 27 августа 1987
Спущен на воду: 18 октября 1990
Базирование: Pansio
Состояние: на службе
FNS Raahe
Регистрационный номер: 71
Производитель: Hollming
Спущен на воду: 20 августа 1991
Базирование: Pansio
Состояние: на службе
FNS Porvoo
Регистрационный номер: 72
Производитель: Finnyards
Спущен на воду: 27 апреля 1992
Базирование: Pansio
Состояние: на службе
FNS Naantali
Регистрационный номерr: 73
Производитель: Finnyards
Спущен на воду: 23 июня 1992
Базирование: Pansio
Состояние: на службе